# Chiesa di San Giovanni Battista (Adro)
La chiesa di San Giovanni Battista è la parrocchiale di Adro, in provincia e diocesi di Brescia; fa parte della zona pastorale della Franciacorta.

## Storia
Un oratorio dedicato a San Giovanni Battista è documentato ad Adro sin dal Cinquecento. L'attuale parrocchiale venne edificata nel 1682 e, tra il 1728 ed il 1740, fu realizzato l'altare maggiore. 
La chiesa fu completamente ristrutturata nel 1769 e consacrata nel 1842 dal vescovo Carlo Domenico Ferrari. L'organo venne rifatto una prima volta nel 1850 e poi anche nel 1891. Tra il 1907 ed il 1909, nel 1962, nel 2009 e, infine, nel 2013 l'edificio subì importanti lavori di restauro.

## Interno
Opere di pregio custodite all'interno della chiesa sono un trittico, cinquecentesca opera della scuola del Romanino impreziosita da decorazioni con stucchi risalenti al XVIII secolo e l'altar maggiore, realizzato da Andrea Fantoni e da altri artisti suoi seguaci.